# Козлов, Вячеслав Иванович
Вячеслав Иванович Козлов (28 марта 1940, Песковатка, Тамбовская область, РСФСР, СССР — 24 июля 2002, Борисоглебск, Воронежская область, Россия) — российский государственный деятель. Глава администрации Нарьян-Мара (1991—1993).

## Биография
Родился 28 марта 1940 года в селе Песковатка Петровского района, Тамбовской области.
В 1958 г. закончил 10 классов Песковатской средней школы. Затем работал стажёром сварщика на Белорецком металлургическом комбинате. В 1958 г. поступил в Воронежский учебный комбинат, который закончил в 1959 году, работал электросварщиком на Грибановском сахарном заводе в Воронежской области до августа 1959 года. Его мать, Мария Васильевна, второй раз вышла замуж, и они переехали в Мурманск.В августе 1959 г. , Вячеслав Иванович, поступил в Ленинградское арктическое училище, окончив его с отличием в 1962 г. Затем, вместе с супругой Раисой Алексеевной, Вячеслав Иванович переезжает в посёлок Усть-Кара, Ненецкого национального округа, где работает техником-гидрометеорологом, а затем начальником на полярной станции «Усть-Кара» Амдерминского радиометцентра «Главсевморпуть».
В 1969 г. Вячеслава Ивановича пригласили работать инструктором промышленно-транспортного отдела в Ненецкий окружком КПСС, в Нарьян-Маре. С апреля 1977 г. до 1 октября 1983 г. работал заведующим отдела Ненецкого окружкома КПСС.
Сотрудничал с газетой «Няръяна вындер», писал на партийные, производственные и социальные темы развития Ненецкого округа и города Нарьян-Мара.
С октября 1983 по 1990 г. — заместитель, а с 1990 по 1991 год — председатель Нарьян-Марского горисполкома. Неоднократно избирался депутатом городского и окружного Совета депутатов.
С 1991 по 1993 год — Глава администрации Нарьян-Мара.
С января по июль 1993 г. — генеральный директор исполнительной дирекции Ненецкого торгового дома «Харад». Затем советник и помощник — Губернатора Ненецкого автономного округа Юрия Комаровского. С 1994 по 1998 г. является помощником члена Совета Федерации РФ. С 7 октября 1998 г. на пенсии.
Последние годы жизни провёл в городе Борисоглебск Воронежской области. 
Скончался Козлов В. И. 24 июля 2002 года, похоронен в Борисоглебске.